# Acrapex owadai
Acrapex owadai is een vlinder van de familie van de uilen (Noctuidae). De wetenschappelijke naam van deze soort is voor het eerst voorgesteld door Vladimir Kononenko in een publicatie uit 1999. Deze soort is vernoemd naar de Japanse entomoloog Mamora Owada, een specialist van Noctuidae en tevens de ontdekker van deze soort. De spanwijdte van het mannetje bedraagt 21 millimeter .
De soort komt voor in de bergen van Noord-Thailand.